# Huangfu Mi
Huangfu Mi (215-282), dont le prénom social était Shi'an (chinois:士安), était un médecin, essayiste, historien, poète et écrivain chinois qui a vécu après la dynastie des Han de l'Est, durant la période des Trois Royaumes et au début de la dynastie des Jin de l'Ouest. Issu d'une famille d'agriculteurs pauvres bien qu'il soit l'arrière-petit-fils du célèbre général Huangfu Song, il est né dans le village de Sanli, aujourd'hui connu sous le nom de Chaona dans la province du Ganzu, 

## Œuvres remarquables
Entre 256 et 260, vers la fin du règne Cao Wei, il rédigea le Canon de l'acupuncture et de la moxibustion (chinois simplifié: 针灸甲乙经, chinois traditionnel: 針灸甲乙經; pinyin: Zhēnjiŭ jiăyĭ jīng), une compilation de divers textes sur l'acupuncture écrits à des périodes antérieures. Ce livre en 12 volumes, plus tard divisé en 128 chapitres, était l'un des premiers travaux systématiques sur l'acupuncture et la moxibustion, et il s'est avéré être l'un des plus influents. Huangfu Mi a également compilé dix livres dans une série intitulée Registres des empereurs et des rois (chinois:帝王世紀; pinyin: Dìwáng shìjì). Il est également le coauteur des Biographies de femmes exemplaires (chinois : 列女傳 ; pinyin : Liènǚ Zhuàn ).

## Voir également